# RS (empresa)
RS es una empresa nacional venezolana dedicada a la fabricación, venta de ropa, artículos deportivos fundada en 2003 por Canselto Roqueme y Salvatore Volpe. Con presencia también en Colombia,  Panama, El Salvador, Guatemala y Ecuador.

## Historia
Es una empresa nacida hace 20 años por la unión de dos familias, los Volpe y los Roqueme, quienes luego de tres generaciones de zapateros llegaron al país en los años 50, fundando esta compañía que consta de alrededor de 600 trabajadores.
Una década después, pero con más de 50 años de tradición y experiencia en la industria, fabrican y distribuyen calzados, textiles y accesorios de primera calidad, generando cientos de puestos de trabajo directos e indirectos con presencia a lo largo y ancho de todo el territorio nacional e internacional.
Denominaciones
| Año           | Nombre | Lema        |
| ------------- | ------ | ----------- |
| 2003-2018     | RS21   | You Can Fly |
| 2018-presente | RS     | Performance |

## Patrocinios

### Fútbol
Monagas SC

### Beisbol
- Leones del Caracas